# Anthurium pucayacuense
Anthurium pucayacuense är en kallaväxtart som beskrevs av Thomas Bernard Croat. Anthurium pucayacuense ingår i släktet Anthurium och familjen kallaväxter. Inga underarter finns listade.